# تپه قره بلاغ
تپه قره بلاغ مربوط به دوره پارت و دوره ساسانیان است و در شهرستان میانه، بخش مرکزی، روستای قره بلاغ واقع شده و این اثر در تاریخ ۱۶ شهریور ۱۳۸۳ با شمارهٔ ثبت ۱۱۱۱۹ به‌عنوان یکی از آثار ملی ایران به ثبت رسیده است.